# Solfara Marchese
La solfara Marchese o miniera Marchese  è stata una miniera di zolfo sita in provincia di Caltanissetta nei pressi del comune di Bompensiere in località marchese di proprietà della Principessa di Pantelleria; essa all'inizio fu data in gabella ai fratelli Ignazio e Vincenzo Florio.
La solfatara era già attiva nel 1839, oggi è abbandonata.